# Cláudio Marzo
Pour les articles homonymes, voir Marzo.
Cláudio da Silva Marzo (São Paulo, 26 septembre 1940 — Rio de Janeiro, 22 mars 2015) est un acteur de télévision et de cinéma brésilien. Il est également le père de l’actrice Alexandra Marzo, fruit de son mariage avec l’actrice Betty Faria.
Il est décédé le 22 mars 2015 à 74 ans, victime de complications pulmonaires, après avoir été admis à la clinique de São Vicente le 4 mars précédent.

## Filmographie partielle

### Télévision
- 1976 : Saramandaia ....  Conde August Strauss
- 1981 : Cœur de diamant ....  Carlos Amorim
- 1997 : A Indomada ....  Pedro Afonso de Mendonça e Albuquerque
- 2003 : Mulheres Apaixonadas ....  Rafael Nogueira
- 2007 : Desejo Proibido ....  Lázaro Simões

### Cinéma
- 1997 : O Homem Nu .... Sílvio Proença
- 2001 : O Xangô de Baker Street ....  Pedro II du Brésil